# Soneto 5
| «» Soneto 5 |
| --- |
| Those hours, that with gentle work did frame The lovely gaze where every eye doth dwell, Will play the tyrants to the very same And that unfair which fairly doth excel; For never-resting time leads summer on To hideous winter, and confounds him there; Sap checked with frost, and lusty leaves quite gone, Beauty o'er-snowed and bareness every where: Then were not summer's distillation left, A liquid prisoner pent in walls of glass, Beauty's effect with beauty were bereft, Nor it, nor no remembrance what it was: But flowers distill'd, though they with winter meet, Leese but their show; their substance still lives sweet. (continua no Soneto 6) |
| –William Shakespeare |

Soneto 5 é um dos 154 sonetos de William Shakespeare. O soneto continua no Soneto 6.

## Análise
O soneto repete a ênfase sobre o envelhecimento humano, quando comparado com o progresso das estações. O dístico final sobre "flores destiladas" (distilled flowers) refere-se à extração do perfume das pétalas, em que o "show" visível das flores desaparece, mas a sua "essência" continua. A referência é, provavelmente, a "semente" da Juventude - sua capacidade de prolongar a sua "essência", produzindo as crianças, mas também é um exemplo da peça de Shakespeare sobre a questão do que é transitório e que eterna no mundo material.

## Traduções
Na tradução de Thereza Christina Rocque da Motta,
As horas que suavemente emolduraram

O olhar amoroso onde repousam os olhos

Serão eles o seu próprio tirano,

E com a injustiça que justamente se excede;

Pois o Tempo incansável arrasta o verão

Ao terrível inverno, e ali o detém,

Congelando a seiva, banindo as folhas verdes,

Ocultando a beleza, desolada, sob a neve.

Então, os fluidos do estio não restaram

Retidos nas paredes de vidro,

O belo rosto de sua beleza roubada,

Sem deixar resquícios nem lembranças do que fora;

Mas as flores destilaram, sobreviveram ao inverno,

Ressurgindo, renovadas, com o frescor de sua seiva.
Na tradução de Milton Lins,
Na hora da criação, um só carinho,

O encanto de fitar o que o olho vede,

Divertindo o tirano no seu ninho,

E o insatisfeito que também o excede.

O trabalho sem fim foi desde o estio

Ao terrível inverno, e se desfez;

Os mais fortes se vão, sofrendo frio,

Há beleza enevada e há nudez.

Não existe mais sol, destila a empresa.

Preso à bebida, à frigidez da taça,

Despojado do efeito e da beleza,

Nem ele nem lembrança do que passa.

As flores destilando, o inverno avive,

Perdido, no entanto, o sumo vive.